# Juan Valdivia
 Juan Valdivia Navarro, (Zaragoza, 3 de diciembre de 1965) es un músico español. Se dio a conocer como guitarrista del grupo Héroes del Silencio. Lanzó en 2001 un disco en solitario titulado Trigonometralla.

## Biografía
Desde muy pequeño su padre, militar, le enseña a tocar la batería, pero él se decanta por la guitarra, que aprende a tocar con las primeras nociones que le enseñó su hermana Beatriz. Compra su primera guitarra, que cambia por una Stagg Stratocaster eléctrica.
El primer grupo donde militó Juan fue en Autoservicio, haciendo versiones de Tequila, Peter Frampton e Ilegales. Más tarde pasó a formar Zumo de Vidrio con su hermano Pedro, grupo precursor de la futura banda Héroes del Silencio ya que Zumo de Vidrio va variando la formación, filosofía y estilo.
Con Héroes del Silencio Juan Valdivia alcanza la fama primero a nivel nacional y más tarde a internacional, llegando a ser la banda española de más proyección internacional durante los noventa. Durante la carrera de Héroes del Silencio desde 1985 hasta 1996, el grupo zaragozano grabó nueve discos, cuatro de estudio, alguno considerado histórico en el panorama musical español, hicieron infinidad de actuaciones en decenas de países del mundo y vendieron millones de discos, convirtiéndose Juan Valdivia en uno de los guitarristas españoles de más prestigio y consideración por su estilo personal y calidad compositiva, con característicos arpegios y acordes, que formarían la sonoridad identificativa del grupo. 
Tras la desaparición del grupo, Juan Valdivia deja por un tiempo la música, y solamente hace una colaboración en el primer disco de su hermano Gonzalo y su banda “El Alquimista” ("El Alquimista", 1996) tocando en un tema que lleva por título "Guitar session yeah!".
Durante estos años de ausencia y poco después de la desaparición de Héroes del Silencio, se ha sabido de la exitosa operación de una mano y de su recuperación, tras un problema surgido en la última gira de 1996. Los problemas le llevaron a no poder tocar de forma adecuada varios temas del repertorio, apreciable en el disco doble en directo de Héroes del Silencio Parasiempre (1996).
Durante ese tiempo no dejó la música, progresando como músico, y llegando a dominar instrumentos como el piano. En su etapa en Héroes del Silencio Juan Valdivia no había estudiado solfeo. Juan se quedaba con cualquier cosa de los grupos que le gustaban y lo iba transformando hasta que lo convertía en suyo. Sin embargo después de su operación superó con notable el primer curso de grado medio de la carrera de solfeo, lo que le daba más posibilidades componiendo. 
En 2001 regresó con un disco en solitario: Trigonometralla, en su mayor parte instrumental, con 5 canciones con voz.
En 2007 regresó con Héroes del Silencio , con motivo de la celebración del 20° aniversario de la publicación de sus primeras grabaciones.

## Equipo
Juan Valdivia ha utilizado principalmente dos modelos de guitarra:
- Fender Stratocaster: Utilizó un modelo japonés de color negro durante la grabación, promoción y gira de El Mar No Cesa, y una Eric Clapton Signature para la grabación de Senderos de traición. En el Tour 2007 utilizó una guitarra color natural.

- Gibson Les Paul Custom: Generalmente se le asocia este modelo de guitarra, ha utilizado una LP Custom de color negro a lo largo del resto de su carrera. Se dice que la utiliza con el selector en la posición media. La utilizó durante la gira de Senderos de Traición y conjuntamente con una Gibson Les Paul traditional en la gira posterior a la edición del Espíritu del Vino. En la gira Avalancha sólo la utilizaba para la canción Rueda fortuna e Iberia sumergida (para esta última, sólo en América). Para esa gira, Juan utilizó otro tipo de Les Paul con un sonido más acorde con el del disco.

La técnica de Juan Valdivia es fácil de distinguir entre el resto de grupos españoles. En los primeros álbumes (El mar no cesa y Senderos de traición) es destacable el frecuente uso de arpegios poco distorsionados; únicamente se denota el efecto overdrive en los estribillos y solos de guitarra. El efecto omnipresente en el trabajo de Juan Valdivia es el Detune; para los siguientes álbumes, contando con Alan Boguslavsky como segundo guitarra en Avalancha, el sonido se volvió más pesado, recurriendo a la distorsión, aunque siguieron presentes los arpegios, más sólidos y sobre una fuerte base rítmica.

## Discografía

### Con Héroes del Silencio
- El mar no cesa (1988)
- Senderos de traición (1990)
- El espíritu del vino (1993)
- Avalancha (1995)

### En solitario
- Trigonometralla (2001)
- Trigonometralla 20 aniversario (2021)